# Доротея Сузана фон Пфалц
Доротея Сузана фон Пфалц (на немски: Dorothea Susanne von der Pfalz); * 15 ноември 1544, Зимерн; † 8 април 1592, Ваймар) е принцеса на Пфалц и чрез женитба херцогиня на Саксония-Ваймар.

## Живот
Дъщеря е на курфюрст Фридрих III (1515 – 1576) и Мария фон Бранденбург-Кулмбах (1519 – 1567), дъщеря на маркграф Казимир от Бранденбург-Кулмбах и Сузана Баварска.
На 15 юни 1560 г. Доротея Сузана се омъжва в Хайделберг за херцог Йохан Вилхелм I от Саксония-Ваймар (1530 – 1573) от род Ернестинските Ветини.
Доротея Сузана умира на 47-годишна възраст. Погребана е в градската църква „Св. Петър и Павел“ във Ваймар.
- Червеният дворец във Ваймар, построен за вдовицата Доротея Сузана през 1574 – 1576 г.
- Паметник на Доротея Сузана

## Деца
- Фридрих Вилхелм I (1562 – 1602), херцог на Саксония-Алтенбург
- Сибила Мария (* 7 ноември 1563, † 20 февруари 1569)
- Йохан III (1570 – 1605), херцог на Саксония-Ваймар
- Мария (* 7 ноември 1571, † 7 март 1610), абтеса на Кведлинбург